# Marek Milý
Marek Milý (ur. 4 czerwca 1969, zm. 28 października 2023 w Haniskach) – słowacki hokeista. Trener hokejowy.

## Kariera zawodnicza
- HC Koszyce (1990-1991)
- ZPA Preszów (1994-1997)
  -  HK Spišská Nová Ves (1996)
- HC Koszyce (1997-1999)
- HC Koszyce (1997-1999)
- Podhale Nowy Targ (1999-2000)
- HK Preszów (2002-2003, 2007)
- MHK Humenné (2005-2006)
- HC 46 Bardejov (2006-2010)

W czasie swojej kariery występował w ekstralidze słowackiej i tamtejszej 1. lidze. W sezonie 1999/2000 grał w polskiej lidze w drużynie z Nowego Targu

## Kariera trenerska
Rok po zakończeniu kariery zawodniczej, w czerwcu 2011 został po raz pierwszy trenerem bramkarzy w klubie Ciarko PBS Bank KH Sanok. Po raz drugi podjął tę funkcję od sierpnia 2013 do 2014. Został także trenerem podczas letnich obozów koordynowanych przez Walentego Ziętarę Od 2014 trener bramkarzy w klubie HC Koszyce.

## Śmierć
Według relacji świadków wieczorem 28 października usiadł na torach kolejowych w miejscowości Haniska i został uderzony przez nadjeżdżający pociąg, ponosząc śmierć.

## Sukcesy
Zawodnicze
- Srebrny medal mistrzostw Słowacji: 1998 z HC Koszyce
- Złoty medal mistrzostw Słowacji: 1999 z HC Koszyce
- Puchar Kontynentalny: 1998 z HC Koszyce
- Mistrzostwo 2. ligi słowackiej: 2007

Szkoleniowe
- Złoty medal mistrzostw Polski: 2012 z Ciarko PBS Bank KH Sanok
- Puchar Polski: 2011 z Ciarko PBS Bank KH Sanok